# Derabun
Derabun (auch Derabon oder Dayrabun, arabisch ديربون, DMG Dairabūn) ist eine kleine irakische Stadt im Zaxo-Distrikt in der Provinz Dahuk. Die Stadt liegt ca. 25 km südwestlich von Zaxo.

## Bevölkerung
Zu der Bevölkerung Derabuns zählen Jesiden des Haweri-Stammes und christliche Assyrer.

## Ausgrabungen
Seit 2022 führt ein Team der Johannes Gutenberg-Universität Mainz unter der Leitung von Alexander Pruß Ausgrabungen auf dem im Ortszentrum gelegenen ca. 2,5 ha großen Tell Derabun durch. Freigelegt wurden bisher Schichten aus osmanischer (18.—frühes 20. Jh.) und hellenistischer Zeit (3.—1. Jh. v. Chr.).